# Baldratia orientalis
Baldratia orientalis är en tvåvingeart som beskrevs av Möhn 1969. Baldratia orientalis ingår i släktet Baldratia och familjen gallmyggor. Inga underarter finns listade i Catalogue of Life.